# 乌苏里聚藻
乌苏里聚藻（学名：Myriophyllum ussuriense）为小二仙草科狐尾藻属下的一个种。

## 扩展阅读
- 維基物種上的相關：乌苏里聚藻